# ヴェネツィアのゼッカ

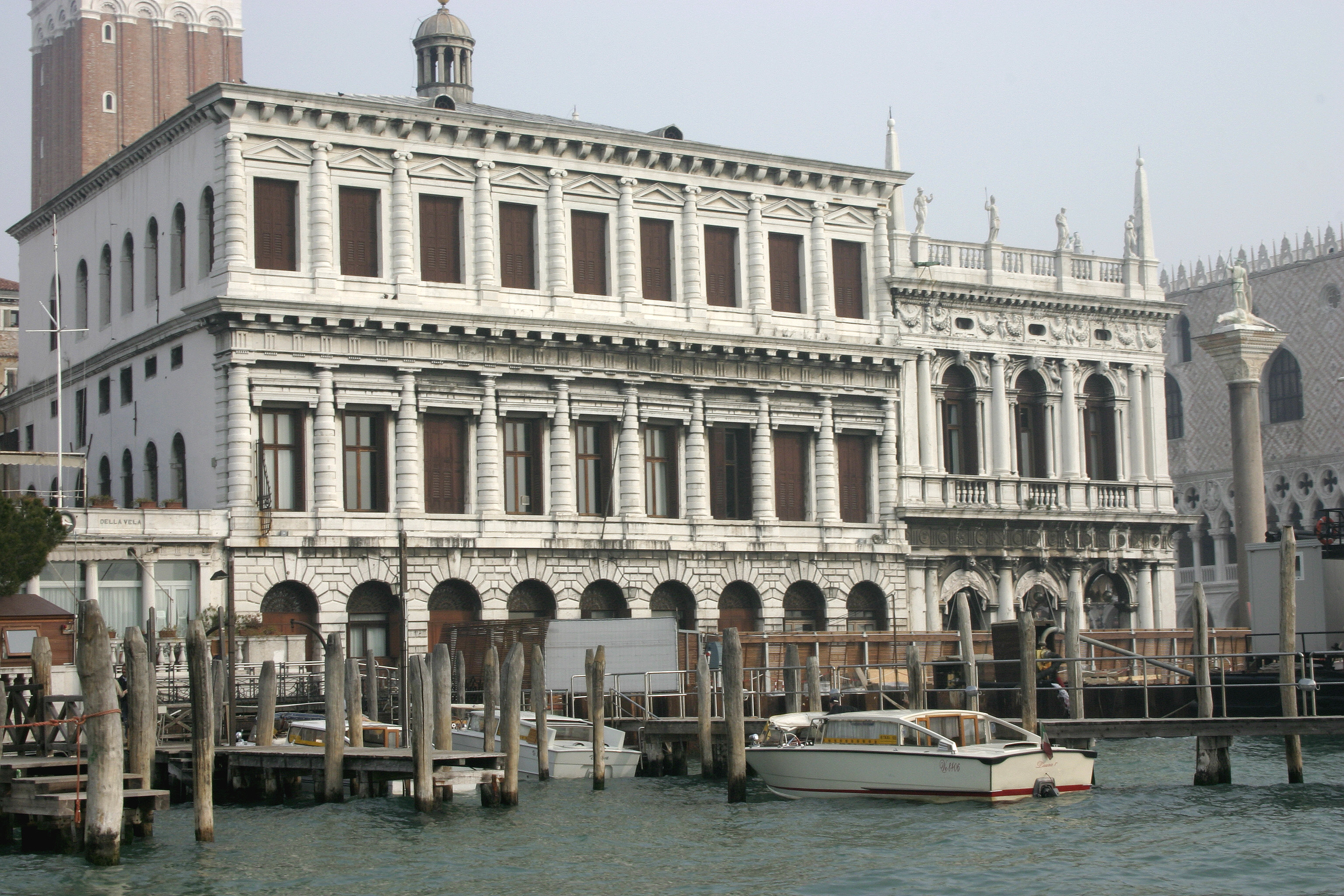
ゼッカは国立マルチャーナ図書館横、サン・マルコのドックの対面に位置している

ヴェネツィアのゼッカ（イタリア語：Zecca di Venezia）は、16世紀のヴェネツィア共和国の公式政府が発行する硬貨の鋳造を目的に建てられた造幣局（イタリア語：Zecca）である。鋳造の際に火を使う事から木材を使っておらず、堅牢な外装を持ち、隣の同じ設計者ヤーコポ・サンソヴィーノが建てた華麗な装飾が施された国立マルチャーナ図書館とは対照的である。また、現在の造幣局は同図書館の一部となっている。
以前のゼッカは1277年からリアルト地区にあったが、サンマルコ広場の共和国オフィス近くに移転した。
この建物は1536～1545年に建設され、イストリア半島の大理石から造られている。2体のテラモーン（男性像の柱）を持つアーチ状の入口は、サンソヴィーノの弟子ヴィンチェンツォ・スカモッツィによって設計された。中庭にはダネーゼ・カッターネオのアポロ像が設置されている。

## 硬貨鋳造
ヴェネツィアがイタリア王国に加わった1870年に硬貨鋳造は途絶えた。 ヴェネツィア共和国の時代には、以下に挙げた様々なコインが作られた。
| 名称                                                              | 価値         | 価値                       | 鋳造                                                  | 備考 |
| ----------------------------------------------------------------- | ------------ | -------------------------- | ----------------------------------------------------- | --- |
| Ducato d'argento (ドゥカート銀貨)                                 | 1 グロッソ   |                            | 1202年(第41代元首（ドージェ） エンリコ・ダンドロ)     | Matapanとも呼ばれる |
| Soldo d'argento （ソルド銀貨）                                    |              |                            | 1328-1339年 (第52代ドージェ フランチェスコ・ダンドロ) | |
| Lira d'argento (リラ銀貨)                                         | 20 ソルド    | 948‰ の表記に反し銀 6.52 g | 1472年 (第68代ドージェニコロ・トロン)                 | Lira Tronとも呼ばれる。 イタリアで最初のリラ (通貨)（天秤を意味するラテン語libraが由来）                                  |
| Zecchino d'argento (ゼッキーノ銀貨)                               |              |                            | 12世紀                                                | |
| Ducato d'oroまたはZecchino d'oro (ゼッキーノ金貨、ドゥカート金貨) | 1 フローリン |                            | 1284年 (第48代ドージェ ジョヴァンニ・ダンドロ)        | 第81代ドージェ フランチェスコ・ヴェニエルの頃から、 ゼッキーノと呼ばれるようになった。 ほぼ純金（997‰）で製造されている。 |